# Зоуи Дойч
Зоуи Франсис Томпсън Дойч (на английски: Zoey Francis Thompson Deutch) е американска актриса. Известна е с ролите на Джулиет Мартин в сериала „Ringer“, Мая Бенет в сериала „Корабните приключения на Зак и Коди“ и Роуз Хатауей във филма „Академия за вампири“.

## Биография

### Произход
Дойч е родена в Лос Анджелис, Калифорния. Тя е дъщеря на актрисата Лиа Томпсън и режисьора Хауърд Дойч. Сестра е на Маделин Дойч.

### Кариера
Дойч започва своята филмова кариера през 2010 г. с участието си в „Корабните приключения на Зак и Коди“ като Мая Бенет. От 2011 до 2012 г. има роля като 17-годишната дъщеря на Андрю в сериала Ringer. Тя се появява заедно с майка си и сестра си на големия екран във филма Mayor Cupcake и играе поддържаща роля на Емили Ашър във фентъзи-романтичната драма Beautiful Creatures (2013). Тя играе ролята на Розмари Хатауей в „Академия за вампири“ (2014 г.), въз основа на поредицата книги, написани от Ришел Мийд.

### Личен живот
От септември 2011 г. има връзка с канадския актьор Евън Джодия.

## Роли
Кинофилми
| Година | Заглавие                             | Роля              |
| ------ | ------------------------------------ | ----------------- |
| 2011   | Mayor Cupcake                        | Lana Maroni       |
| 2013   | Beautiful Creatures                  | Emily Asher       |
| 2014   | Midnight Rider                       | Mae               |
| 2014   | Vampire Academy                      | Rose Hathaway     |
| 2016   | Before I Fall                        | Samantha Kingston |
| 2016   | Ох, на дядо!                         | Shadia            |
| 2016   | Всички искат нещо                    | Beverly           |
| 2016   | Good Kids                            | Nora Sulivan      |
| 2016   | Vincent-N-Roxxy                      | Kate              |
| 2016   | Why Him?                             |                   |
| 2017   | Reble in the Rye                     |                   |
| 2019   | Земята на зомбитата: Двойна проверка | Медисън           |

ТВ филми
| Година    | Заглавие                            | Роля           | Бележки                          |
| --------- | ----------------------------------- | -------------- | -------------------------------- |
| 2010 – 11 | Корабните приключения на Зак и Коди | Maya Bennett   | поддържаща роля, 7 епизода       |
| 2011      | NCIS                                | Lauren         | епизод:One Last Score            |
| 2011      | Criminal Minds:Suspect Behavior     | Blue Mask Girl | епизод:The Girl in the Blue Mask |
| 2011      | Hallelujah                          | Willow Turner  |                                  |
| 2011 – 12 | Ringer                              | Juliet Martin  | поддържаща роля, 18 епизода      |
| 2013      | Switched at Birth                   | Elisa Sawyer   | 2 епизода                        |